# سین تئوتل

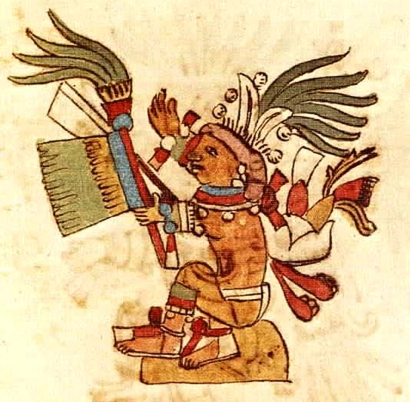
تصویر سنته ئوتل، خدای آزتکی ذرت.

سین تئوتل یا سنته ئوتل، که گاهی با عنوان: سنته اوسی هواتل نیز شناخته می‌گردد، در اساطیر آزتک، خدای مردانه یا مذکر ذرت است.

## معرفی
بر طبق مستندات فلورنتین، سین تئوتل، فرزند ایزدبانوی زمین، توسی، و ایزد تلازول توئل، محسوب می‌شد. اغلب شواهد جمع‌آوری شده پیرامون سین تئوتل نشان از این دارند که این ایزد معمولاً به صورت یک مرد جوان به تصویر کشیده می‌شده (هر چند که بحث در این ارتباط هنوز ادامه دارد)، که بدن او، به رنگ زرد، رنگ آمیزی می‌شده‌است. برخی از متخصصان بر این باورند که سین تئوتل، با شیلونن که ایزدبانوی ذرت [یا: ایزدبانوی بلال کال، دانه‌های شیردار ذرت و خوشهٔ لطیف و شکنندهٔ آن]، است، کاربرد یکسانی دارند.
سین تئوتل یکی از مهم‌ترین خدایان دوره آزتکها در نظر گرفته شده‌است. در توصیفاتی که از سین تئوتل ارائه شده، ویژگی‌ها و خصوصیات بسیاری در مورد او ذکر شده‌است. به عنوان مثال اغلب به نظر می‌رسد که از ذرت، در آرایش موی این ایزد استفاده شده‌است. یکی دیگر از ویژگی‌های مهم این ایزد، خط سیاهی است که از ابروی وی به سمت پایین امتداد یافته، از گونه او عبور کرده و در پایان به انتهای خط آرواره وی رسیده‌است. این طرز علامت گذاری یا نشانه گذاری صورت، به گونه‌ای مشابه و بوفور، در اغلب توصیفاتی که در اواخر عصر بعد از کلاسیک از یک خدای ذرت در تمدن مایاها شده، کاربرد داشته‌است.

## شرح
سنته ئوتل یا سین تئوتل، ایزد جوان ذرت است. ذرت به صورت زنی که در سنین مختلف زندگی، مراحل رشد این گیاه را نشان می‌دهد، نموده شده و غالباً وی با خطی شکسته به پهنای صورت و خوشه‌های ذرت بر سربند خود نشان داده می‌شود.
روایت شده‌است که ایزدبانوی ذرت را، ایزد خورشید و ایزدبانوی رستنی‌ها در غار، بزرگ کرده‌اند و مواد غذایی از شکم ایزد ذرت به وجود آمد. ایزدبانوی ذرت نزد آزتک‌ها بسیار محبوب بوده‌است، طوریکه آنان در خلال جشن‌های خویش، تندیس ایزد ذرت را می‌ساختند و قبل از خوردن مواد غذایی، هدایایی به او اعطا می‌کردند؛ زیرا او تمامی چیزهایی را که اساس زندگی را تشکیل می‌داد، عطا کرده بود.

## پرستش
در Tonalpohualli (یک تقویم ۲۶۰ روزهٔ مقدس مورد استفاده در بسیاری از فرهنگ‌ها Mesoamerican باستان)، Centeotl خداوند منطبق با عدد هفت و پروردگار چهارم از شب است. در اسطوره‌های آزتک، ذرت (که در زبان گفتاری آزتک ها Cintli Nahuatl نامیده می‌شد) توسط Quetzalcoatl به این دنیا آمده که با گروهی از ستاره‌ها در ارتباط است که امروزه به‌طور معمول به عنوان خوشه پروین شناخته می‌شوند .
در آغاز سال (به احتمال زیاد در حدود فوریه)، کارگران آزتک گیاه جوان ذرت را پرستش می‌کردند . این گیاهان ذرت جوان به‌طور بالقوه به عنوان نماد برای یک الهه زیبا ( به احتمال زیاد Xilonen، شاهزاده) استفاده می‌شد. Xilonen معمولاً در حالی به تصویر کشیده است که نشسته و ذرت تازه در دست دارد .
هنگامی که دانه‌ها کاشته شده و منجر به ارمغان آوردن ذرت می‌شد مراسم رقصی برپا می‌شد که به منظور تشکر از مادر زمین و به‌طور خاص Centeotl بود.

## نکات
شوچی پیلی یا شاهزاده گل‌ها، با ایزد ذرت یا سنته ئوتل، همپوشی زیادی دارد، و حافظ رقص‌ها، بازی‌ها، عشق و مظهر تابستان است، هرچند بیشتر ایزد آفتاب به‌شمار می‌رود.
سنته ئوتل، یا همان ایزد ذرت، پسر یکی از مهم‌ترین ایزدان آزتکی، یعنی تلاسول تئوتل محسوب می‌شود.